# تشارلز نيفيل
تشارلز نيفيل (بالإنجليزية: Charles Neville)‏ هو موسيقي أمريكي، ولد في 28 ديسمبر 1938 في نيو أورلينز في الولايات المتحدة، وتوفي في 26 أبريل 2018 في هانتيغتون في الولايات المتحدة.

## وصلات خارجية
- الموقع الرسمي
- تشارلز نيفيل على موقع IMDb (الإنجليزية)
- تشارلز نيفيل على موقع ميوزك برينز (الإنجليزية)
- تشارلز نيفيل على موقع إن إن دي بي (الإنجليزية)
- تشارلز نيفيل على موقع أول ميوزيك (الإنجليزية)
- تشارلز نيفيل على موقع ديسكوغز (الإنجليزية)